# 이별인 줄 알았어요
<이별인 줄 알았어요>는 대한민국의 여성 싱어송라이터 장덕에 의해 작사 · 작곡된 곡이다. 장덕의 솔로 컴필레이션 음반 《이런게 아니었는데》의 A면 3번 트랙으로 발표되었다. 이 곡을 처음 발표한 가수는 장덕이 아니며 1986년 이경이라는 신인가수가 정규 1집 《애인》의 동명타이틀곡으로, 즉 <애인>이라는 다른 제목으로 처음 발표하였다. 그리고 비슷한 시기 음악적으로 장덕과 교류했던 이은하도 장덕 작품집 음반 《미소를 띄우며 나를 보낸 그 모습처럼》을 발표하며 <애인>이라는 제목으로 수록하였다. 하지만 두 버전 모두 큰 반응을 얻지 못하였고 1987년 작사 · 작곡자인 장덕이 두봉엔터프라이즈로 소속사를 옮겨 컴필레이션 음반 《이런게 아니었는데》를 발표하면서 제목을 <애인>에서 <이별인 줄 알았어요>로 바꾸어서 수록, 가요 순위에 올려 놓으며 좋은 반응을 얻어 냈다.

## 공식 뮤직비디오
엄밀히 말하면 공식 뮤직비디오는 아니며 1987년 MBC TV의 가요 프로그램 토요일 토요일은 즐거워를 통해 공개된 뮤직비디오로 알려져 있다. 공포물로 각색된 뮤직비디오로 죽은 애인의 영혼이 나타나 다시 만나게 되고 뿔이 난 애인에게 과거의 오해를 풀고 다시 사랑하자고 하는 내용을 담고 있다.

## 커버 버전
- 1990년 장덕이 사망하고 동료 가수 12인이 모여 발표한 장덕 추모 음반 《예정된 시간을 위하여》에서 임지훈이 리메이크 하였다.

## 관련 기사
- 1987년 10월 "장덕 신곡 좋은 반응" at Tumblr